# Epakta
Epakta udává staří měsíce (počet dní od novoluní). Vedle čistě astronomické epakty existuje epakta (vlastně více druhů) církevní, tedy pomůcka pro výpočet data Velikonoc (komputistická pomůcka), kdy se jedná o číslo pro jeden rok (tradičně nebylo určené jako skutečné stáří Měsíce, ale vypočítané podle Metonova cyklu). Jako pomůcka se objevovala již v tabulkách Dionysia Exigua, podle něho se jednalo o staří k 22. březnu (první datum, na které mohly připadnout Velikonoce) příslušného roku. V starší době se epakty pro rok měnily buď 1. září nebo 1. ledna. Po gregoriánské opravě kalendáře byly zavedeny také nové, Liliovy epakty (podle Aloysia Lilia), které udávaly staří k 1. lednu.